# Bulbophyllum falcatum var. bufo
Bulbophyllum falcatum var. bufo là một loài phong lan thuộc chi Bulbophyllum.